# Parola di Dio (film)
Parola di Dio (Ученик) è un film del 2016 diretto da Kirill Serebrennikov. 
La pellicola è stata presentata alla 69ª edizione del Festival di Cannes nella sezione Un Certain Regard ha vinto il premio François Chalais.

## Trama
Veniamin è uno studente liceale nel bel mezzo di una crisi adolescenziale. I suoi turbamenti sono placati dalla lettura maniacale e compulsiva del testo sacro ai cristiani, la Bibbia, dentro la quale è convinto siano contenute tutte le risposte che mettano ordine alla confusione del mondo moderno.

## Distribuzione
Il film è uscito nelle sale italiane il 27 ottobre 2016, distribuito da I Wonder Pictures.